# Octostruma inca
Octostruma inca är en myrart som beskrevs av Brown och Kempf 1960. Octostruma inca ingår i släktet Octostruma och familjen myror. Inga underarter finns listade i Catalogue of Life.